# Stagnosol

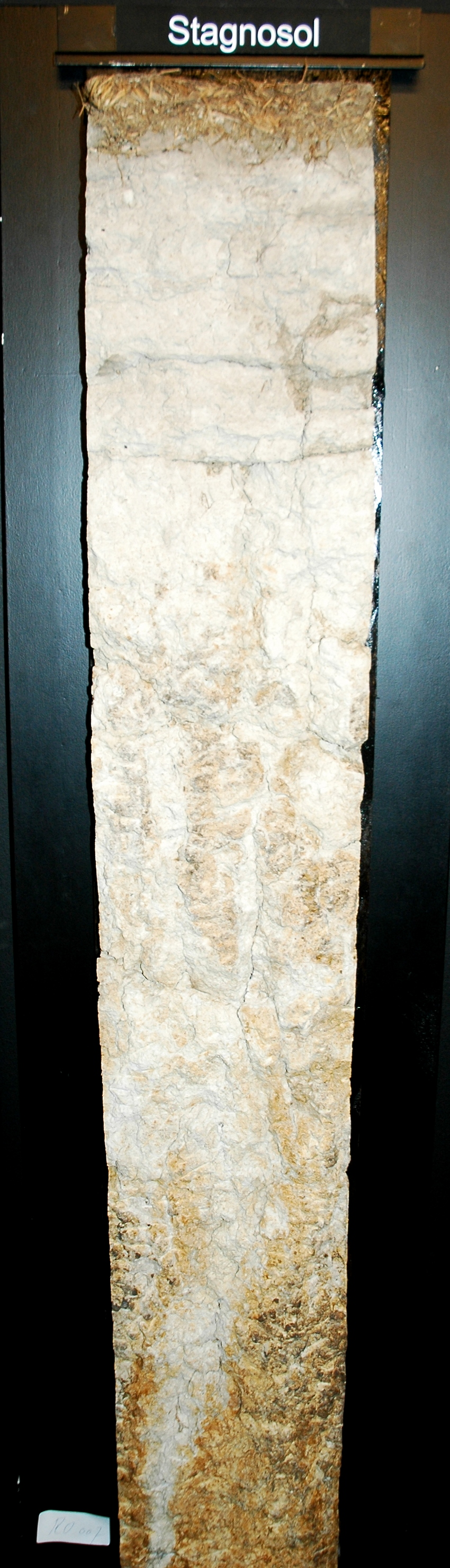
stagnosol

Een stagnosol is volgens de World Reference Base for Soil Resources een bodem met een sterke vlekking in het bodemprofiel als gevolg van redoxreacties die zijn ontstaan door de aanwezigheid van stagnerend water. Stagnosolen zijn periodiek nat en hebben vlekken in boven- en ondergrond, met of zonder concreties en bleking. De bovengrond kan compleet zijn gebleekt (een albic horizont). In veel classificatiesystemen worden stagnosolen aangeduid als pseudogley. In de USDA soil taxonomy behoren stagnosolen tot Aquic suborders van de alfisolen, ultisolen, entisolen, inceptisolen en mollisolen.
Stagnosolen kunnen zijn ontwikkeld in een verschillend moedermateriaal, zoals glaciale, alluviale of colluviale afzettingen. Deze bodems komen voor op vlak tot licht glooiend terrein in koele gematigde tot subtropische klimaten met vochtige omstandigheden.
De landbouwkundige geschiktheid van stagnosolen is beperkt vanwege het tekort aan zuurstof veroorzaakt door het stagnerende water boven de dichte ondergrond. Ze dienen daarom te worden gedraineerd. In tegenstelling tot gleysolen, is drainage met kanalen of buizen veelal niet voldoende. Het is dan ook noodzakelijk om een hogere porositeit in de ondergrond te verkrijgen. Dit kan worden verkregen door diep omwoelen of diepploegen. Gedraineerde stagnosolen kunnen vruchtbare bodems zijn.
Stagnosolen beslaan 150–200 miljoen hectare op wereldschaal. Het grootste deel is te vinden in vochtige delen van West- en Centraal-Europa, Noord-Amerika, zuidoost Australië en Argentinië. Stagnosolen komen hier vaak voor in associaties met luvisolen, en siltig tot kleiige cambisolen en umbrisolen. Ze komen ook voor in de vochtige subtropen, waar ze zijn geassocieerd met acrisolen en planosolen.